# Ocellipsis lonchomma
Ocellipsis lonchomma är en tvåvingeart som beskrevs av Richards 1938. Ocellipsis lonchomma ingår i släktet Ocellipsis och familjen hoppflugor.
Artens utbredningsområde är Kenya. Inga underarter finns listade i Catalogue of Life.